# 5100 Пасачофф
5100 Пасачофф (5100 Pasachoff) — астероїд головного поясу, відкритий 15 квітня 1985 року.
Тіссеранів параметр щодо Юпітера — 3,460.